# Herbad
El hērbad (también hīrbad, hērbed[pronunciación requerida] o ērvad) es un sacerdote menor zoroástrico.
En la actualidad, hērbad es el rango más bajo del sacerdocio zoroástrico y se concede tras una ceremonia básica o navar, que marca el principio de la formación teológica. A diferencia de un mobed o dastūr, un hērbad no puede recitar el yasna durante el servicio religioso principal. Aun así, puede asistir al sacerdote principal. Un hērbad tampoco puede oficiar la recitación de la Vendidad, reservada para sacerdotes de más alto grado.
A diferencia del rango de mobed pero al igual que los de dastūr, el epíteto de hērbad puede ser adoptado como título profesional en el nombre de una persona.

## Historia
El término del persa medio herbad (Pahlavi 'yhlpt) deriva del avéstico aethrapaiti, que en los Avesta denota un profesor sacerdotal cuyo alumnado (aethrii) aprende a recitar los textos sagrados. Para el siglo II d. C., el término había pasado a hacer referencia a un clérigo que enseñaba temas religiosos y parece tener mayor prestigio que en la actualidad. En la inscripción de finales del siglo III en el Ka'ba-i-Zartosht, el sumo sacerdote Kartir se refiere a él mismo como hērbad.
Hay alguna evidencia que sugiere que ya para el siglo VI, los hērbads realizaban tareas teológicas avanzadas como traducciones e interpretación de los textos avésticos. El Denkard del siglo X se refiere al alto sacerdote Tansar, que, según la leyenda recopiló el Avesta, como hērbad.
Tras el derrumbe del imperio sasánida en el siglo VI y la subsiguiente islamización de Persia, las cada vez más pobres comunidades zoroastrianas encontraron más difícil mantener un sacerdocio académico. Para el siglo IX, había una rivalidad activa entre estos sacerdotes-académicos y los sacerdotes rituales, ambos grupos compitiendo para asegurarse los ingresos menguantes. Para los zoroastrianos de a pie, la distinción entre los dos grupos era teórica y para el siglo X, el término hērbad había perdido la mayoría de asociaciones intelectuales y quedó relegada a sacerdotes sin autoridad teológica. Pese a esa distinción, los términos hērbad, mobad y dastūr eran usados de forma intercambiable.
En el siglo XVI, las epístolas Rivayat animaron a los zoroastrianos indios a distinguir entre los sacerdotes capaces de oficiar la lectura del Vendidad y los otros. Esto reinstauró una jerarquía, con los hērbads en el escalafón más bajo. Sobre ellos se situaban los mobads, sacerdotes que habían completado su formación. En la India, los mobads tiene un dastur como su superior. Este funciona como un rango administrativo y denota a un director de un templo de fuego. Un dastūr es también el cargo religioso más alto en la comunidad del templo.